# Copestylum opalescens
Copestylum opalescens är en tvåvingeart som först beskrevs av Townsend 1901.  Copestylum opalescens ingår i släktet Copestylum och familjen blomflugor. Inga underarter finns listade i Catalogue of Life.